# 植田祐一
植田 祐一（うえだ　ゆういち、1969年3月9日 - ）は日本のゲームクリエイター。愛知県出身。
サンソフト、コナミ、カプコン、ゲームリパブリックを経て、現在は株式会社イルカに所属。
『ポケットモンスター　ブリリアントダイヤモンド・シャイニングパール』ディレクター

## 代表作
- 「トリップワールド」
- 「GALAXY FIGHT」
- 「わくわく7」
- 「GENJI」
- 「Pokémon HOME」
- 「ポケットモンスター　ブリリアントダイヤモンド・シャイニングパール」